# 함양벚꽃축제
함양벚꽃축제는 경상남도 함양군에서 개최하는 봄꽃 축전이다. 매년 4월 둘째 토요일부터 이틀간 열린다.
2020년 코로나19 범유행 우려로 행사가 취소되었다.